# Naginata

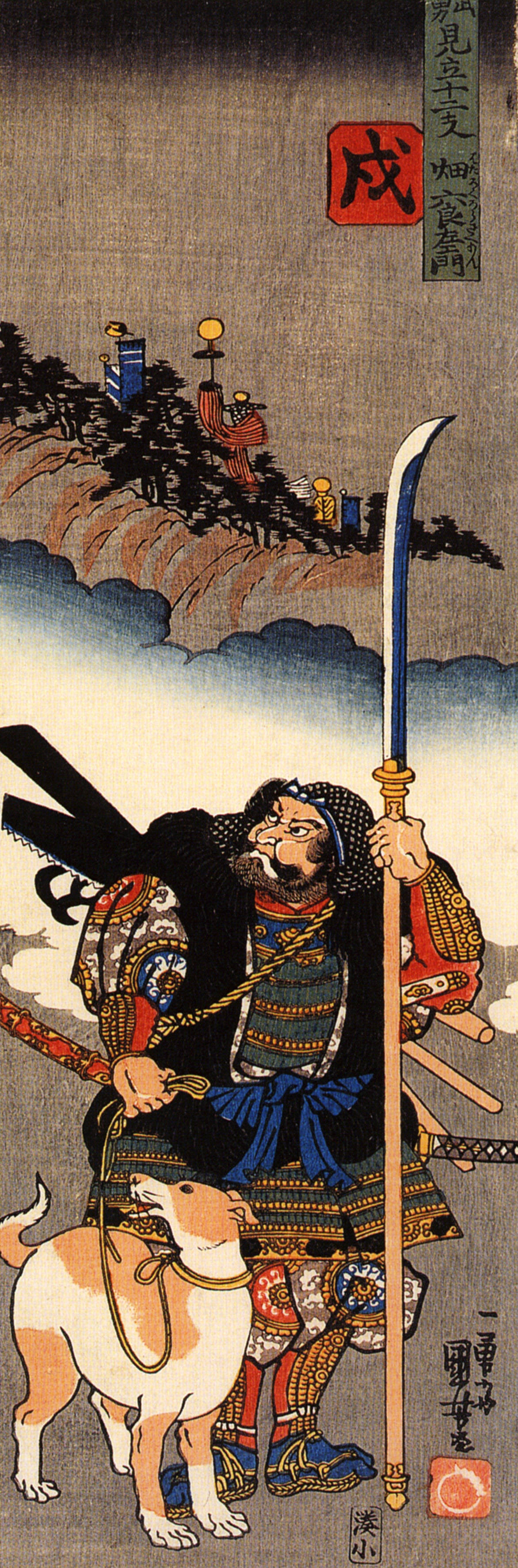
Un Samurai utilitzant una Naginata

La naginata (なぎなた, 薙刀) és essencialment una arma usada pels samurais del Japó feudal, composta per una fulla clavada en un pal llarg. S'assembla a una alabarda europea, però, solament amb una fulla corbada.

## Història
Històricament l'ús de la naginata es relaciona als Sohei, els monjos guerrers i als Yamabushi, els monjos de la muntanya, però, posteriorment el seu ús va ser disseminat per les famílies samurais.
La tècnica de combatre amb la naginata es diu Naginatajutsu i, està present en molts estils de Koryu Budo (o Kobudo).
Amb el temps, la forma japonesa de lluita es va anar modificant. La Yari (llança), més fàcil d'utilitzar i de més llarg abast, va prendre el lloc de les naginates, que van passar a ser més rares en el camp de batalla. En aquest mateix període, el Naginatajutsu va passar a ser practicat per les dones de les famílies samurais, com a forma de defensa, en el turbulent període de guerres.
Avui en dia, encara existeixen diversos estils de Kobudo, que ensenyen el Naginatajutsu, mantenint aquest art viu i intocable des de la seva creació.
Existeixen també el Atarashii Naginata (lit. "nova naginata"), una modalitat marcial moderna (Guendai Budo), d'estil esportiu, que es va crear amb base del Naginatajutsu, de forma analògica al desenvolupament del Kendo (modalitat moderna) a partir del Kenjutsu (forma samurai de combatre amb l'espada).